# Succión

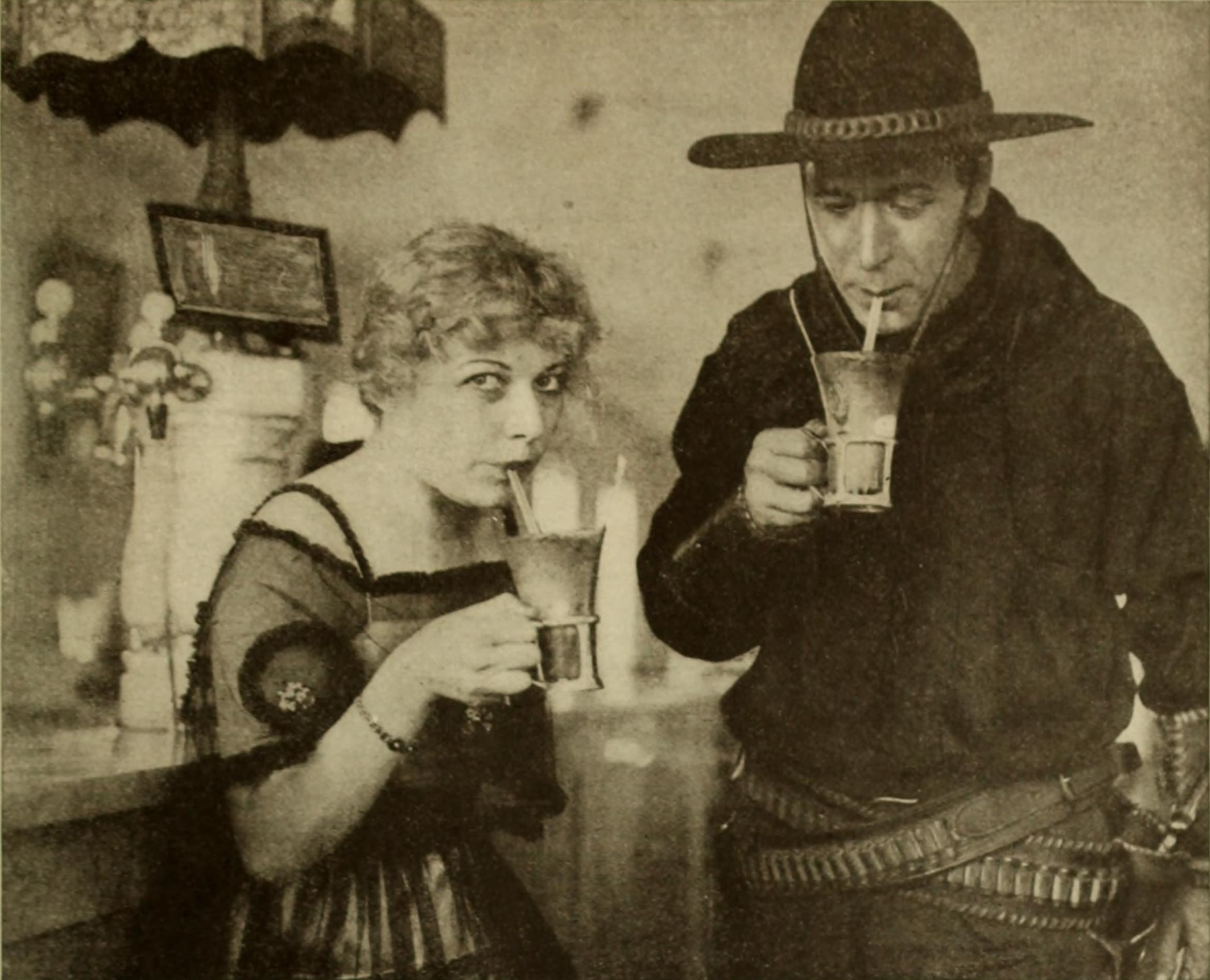
Dos personas succionando con un sorbete.

La succión es la fuerza  que un vacío parcial ejerce sobre un sólido, líquido o gas. La eliminación de aire de un espacio, da como resultado una baja presión, lo que hace que en el caso de los fluidos ocupen el espacio y produzcan una adhesión.
Cuando la presión de una parte del sistema se reduce, el fluido a la presión más alta ejercerá una fuerza relativa sobre la zona de baja presión. La reducción de presión puede ser estática, como un pistón en un cilindro, o dinámica, como una aspiradora cuando el flujo de aire resulta en una zona de baja presión.
Cuándo los animales respiran, el diafragma y los músculos de su caja torácica sufren un cambio de volumen en los pulmones. El aumento de volumen disminuye la presión de la cavidad torácica, creando un desequilibrio con la presión ambiental, resultando en un efecto de succión.